# Dekanat Chrudim
Dekanat Chrudim – jeden z 14 dekanatów diecezji hradeckiej w Czechach. W jego skład wchodzi 27 parafii. 

## Lista parafii
| Lp. | Miejscowość         | Parafia                                        |
| --- | ------------------- | ---------------------------------------------- |
| 1   | Běstvina            | Parafia św. Jana Chrzciciela                   |
| 2   | Bojanov             | Parafia św. Wita                               |
| 3   | Heřmanův Městec     | Parafia św. Bartłomieja                        |
| 4   | Hlinsko             | Parafia Narodzenia Najświętszej Maryi Panny    |
| 5   | Hrochův Týnec       | Parafia św. Marcina                            |
| 6   | Chrast u Chrudimě   | Parafia Trójcy Przenajświętszej                |
| 7   | Chroustovice        | Parafia św. Jakuba Starszego Apostoła          |
| 8   | Chrudim             | Parafia Wniebowzięcia Najświętszej Maryi Panny |
| 9   | Kameničky           | Parafia Trójcy Przenajświętszej                |
| 10  | Krouna              | Parafia św. Michała Archanioła                 |
| 11  | Licibořice          | Parafia św. Michała Archanioła                 |
| 12  | Luže                | Parafia Matki Bożej Pomocy z Chlumka           |
| 13  | Míčov               | Parafia św. Mateusza                           |
| 14  | Nasavrky            | Parafia św. Idziego                            |
| 15  | Nové Hrady u Skutče | Parafia św. Jakuba Starszego Apostoła          |
| 16  | Proseč u Skutče     | Parafia św. Mikołaja                           |
| 17  | Předhradí           | Parafia Matki Bożej Bolesnej                   |
| 18  | Pustá Kamenice      | Parafia św. Anny                               |
| 19  | Raná                | Parafia św. Jakuba Starszego Apostoła          |
| 20  | Ronov nad Doubravou | Parafia św. Wawrzyńca                          |
| 21  | Seč                 | Parafia św. Wawrzyńca                          |
| 22  | Skuteč              | Parafia Wniebowzięcia Najświętszej Maryi Panny |
| 23  | Slatiňany           | Parafia św. Marcina                            |
| 24  | Svratka             | Parafia św. Jana Chrzciciela                   |
| 24  | Včelákov            | Parafia św. Marii Magdaleny                    |
| 25  | Vejvanovice         | Parafia Wniebowzięcia Najświętszej Maryi Panny |
| 26  | Vrbatův Kostelec    | Parafia św. Gawła                              |
| 27  | Žumberk             | Parafia Wszystkich Świętych                    |